# Simbabwische Frauen-Cricket-Nationalmannschaft in den Vereinigten Staaten in der Saison 2025
Die Tour der simbabwischen Frauen-Cricket-Nationalmannschaft in die Vereinigten Staaten in der Saison 2025 fand vom 25. April bis zum 3. Mai 2025 statt. Die internationale Cricket-Tour war Bestandteil der internationalen Cricket-Saison 2025 und umfasste zwei WODIs und drei WTwenty20s. Simbabwe gewann die WT20-Serie mit 2−1. Die WODI-Serie endete unentschieden 1−1.

## Vorgeschichte
Für beide Mannschaften war es die erste Tour der Saison. Das letzte Aufeinandertreffen der beiden Mannschaften fand in der Saison 2024/25 in Simbabwe statt.

## Stadion
Das folgende Stadion wurde für die Tour als Austragungsorte vorgesehen.
| Stadion               | Stadt         | Kapazität | Spiele                     |
| --------------------- | ------------- | --------- | -------------------------- |
| Grand Prairie Stadium | Grand Prairie | 10.000    | 1. – 2. WODI; 1. – 3. WT20 |

## Kaderlisten
Die Mannschaften gaben vor der Tour folgende Kader bekannt.
| WODI | WODI | WTwenty20 | WTwenty20 |
| Vereinigte Staaten | Simbabwe | Vereinigte Staaten | Simbabwe |
| --- | --- | --- | --- |
| - Aditiba Chudasama (K) - Chetna Pagydyala (VK) - Jivana Aras - Gargi Bhogle - Disha Dhingra - Pooja Ganesh (wk) - Saanvi Immadi - Mitali Patwardhan (wk) - Chetnaa Prasad - Geetika Kodali - Maahi Madhavan - Bhakti Shastri - Ritu Singh - Isani Vaghela | - Chipo Mugeri-Tiripano (K) - Beloved Biza - Francisca Chipare - Chiedza Dhururu (wk) - Lindokuhle Mabhero - Tendai Makusha - Precious Marange - Natasha Mtomba - Modester Mupachikwa (wk) - Kelis Ndhlovu - Josephine Nkomo - Runyararo Pasipanodya - Nomvelo Sibanda - Loreen Tshuma - Adel Zimunu | - Aditiba Chudasama (K) - Chetna Pagydyala (VK) - Disha Dhingra - Pooja Ganesh (wk) - Saanvi Immadi - Mitali Patwardhan (wk) - Chetnaa Prasad - Geetika Kodali - Maahi Madhavan - Lekha Shetty - Ritu Singh - Yashaaditi Teki - Suhani Thadani - Jessica Willathgamuwa | - Chipo Mugeri-Tiripano (K) - Beloved Biza - Francisca Chipare - Chiedza Dhururu (wk) - Lindokuhle Mabhero - Tendai Makusha - Precious Marange - Natasha Mtomba - Modester Mupachikwa (wk) - Kelis Ndhlovu - Josephine Nkomo - Runyararo Pasipanodya - Nomvelo Sibanda - Loreen Tshuma - Adel Zimunu |

## Women’s Twenty20 International

### Erstes WTwenty20 in Grand Prairie
| 25. April Scorecard | Grand Prairie | Simbabwe 124-7 (20)          | – | Vereinigte Staaten 96-6 (20) |
|                     |               | Simbabwe gewinnt mit 28 Runs |   |                              |

Die Vereinigten Staaten gewannen den Münzwurf und entschieden sich als Feldmannschaft zu beginnen. Als Spielerin des Spiels wurde Beloved Biza ausgezeichnet. 

### Zweites WTwenty20 in Grand Prairie
| 27. April Scorecard | Grand Prairie | Simbabwe 136-5 (20)        | – | Vereinigte Staaten 135-6 (20) |
|                     |               | Simbabwe gewinnt mit 1 Run |   |                               |

Die Vereinigten Staaten gewannen den Münzwurf und entschieden sich als Feldmannschaft zu beginnen. Als Spielerin des Spiels wurde Loreen Tshuma ausgezeichnet. 

### Drittes WTwenty20 in Grand Prairie
| 29. April Scorecard | Grand Prairie | Simbabwe 110-8 (20)                      | – | Vereinigte Staaten 111-7 (20) |
|                     |               | Vereinigte Staaten gewinnt mit 3 Wickets |   |                               |

Die Vereinigten Staaten gewannen den Münzwurf und entschieden sich als Feldmannschaft zu beginnen. Als Spielerin des Spiels wurde Gargi Bhogle ausgezeichnet.

## Women’s One-Day Internationals

### Erstes WODI in Grand Prairie
| 1. Mai Scorecard | Grand Prairie | Simbabwe 162-9 (40/40)                                 | – | Vereinigte Staaten 163-3 (38.1/40) |
|                  |               | Vereinigten Staaten gewinnt mit 7 Wickets (D/L method) |   |                                    |

Die Vereinigten Staaten gewannen den Münzwurf und entschieden sich als Feldmannschaft zu beginnen. Als Spielerin des Spiels wurde Aditiba Chudasama ausgezeichnet.

### Zweites WODI in Grand Prairie
| 3. Mai Scorecard | Grand Prairie | Simbabwe 270-3 (50)           | – | Vereinigte Staaten 142 (42.1) |
|                  |               | Simbabwe gewinnt mit 128 Runs |   |                               |

Die Vereinigten Staaten gewannen den Münzwurf und entschieden sich als Feldmannschaft zu beginnen. Als Spielerin des Spiels wurde Loreen Tshuma ausgezeichnet. 

## Auszeichnungen

### Player of the Series
Als Player of the Series wurden die folgenden Spielerinnen ausgezeichnet.
| Serie | Player of the Series |
| ----- | -------------------- |
| WODI  | ―                    |
| WT20  | ―                    |

### Player of the Match
Als Player of the Match wurden die folgenden Spielerinnen ausgezeichnet.
| Spiel   | Player of the Match |
| ------- | ------------------- |
| 1. WODI | Aditiba Chudasama   |
| 2. WODI | Loreen Tshuma       |
| 1. WT20 | Beloved Biza        |
| 2. WT20 | Loreen Tshuma       |
| 3. WT20 | Gargi Bhogle        |